# Jewel
Jewel, pseudonimo di Jewel Kilcher (Payson, 23 maggio 1974), è una cantautrice, attrice e poetessa statunitense.

## Biografia

### Primi anni
È nata a Payson nello Utah, ma ha vissuto la maggior parte della sua gioventù in Alaska. È figlia di Atz Kilcher e Lenedra Caroll, e cugina dell'attrice e cantante statunitense Q'orianka Kilcher. Da bambina si esibiva in un duo con il padre nei bar e negli hotel di Anchorage, imparando da lui lo jodel. All'età di quindici anni, mentre viveva a Interlochen nel Michigan per motivi di studio, ha imparato a suonare la chitarra e l'anno successivo ha iniziato a scrivere canzoni.

### Inizi ePieces of You(1993-1997)
Per un periodo Jewel ha vissuto in un furgone viaggiando per il paese per fare concerti di strada e spettacoli in piccoli locali, specialmente nella Southern California. Jewel è stata scoperta da Inga Vainshtein nell'agosto del 1993 che le fece fare un contratto dalla Atlantic Records, continuando a farle da agente dopo la realizzazione del suo primo album per i primi cinque anni della sua carriera. L'album di debutto Pieces of You fu pubblicato sotto lo pseudonimo di Jewel nel 1995, quando aveva ventuno anni. È stato registrato nello studio del ranch di Neil Young con gli The Stray Gators, la band con cui il cantautore aveva registrato gli album Harvest e Harvest Moon. Questo è rimasto nella classifica Billboard 200 negli Stati Uniti per due anni, raggiungendo il 4º posto. L'album infine ha venduto oltre dodici milioni di copie nei soli Stati Uniti.

### Riconoscimenti
Ha ricevuto quattro nomination ai Grammy Award. Rispettivamente nel 1996 come migliore nuovo artista e migliore prestazione vocale femminile pop, quest'ultima anche nel 1998 ed infine nel 2011 come migliore prestazione vocale femminile country. Il suo album di debutto, Pieces of You è diventato uno degli album di debutto più venduto di tutti i tempi, disco di platino per dodici volte.

### Strumentazione
Jewel suona chitarre acustiche Taylor, specialmente il modello compatto 912-C.

### Cinema
Appare nel film di Ang Lee, Cavalcando con il diavolo (Ride with the Devil) del 1999, ed interpreta se stessa nel film Walk Hard: La storia di Dewey Cox. Appare nel ruolo di se stessa anche nell'episodio Primo Capitolo della serie televisiva Men in Trees - Segnali d'amore, e nell'episodio Una pallottola per Ed della serie televisiva Las Vegas.

### Letteratura
- A Night Without Armor (1998 poesia)
- Chasing Down the Dawn (2000 autobiografia)
- Never Broken: Songs Are Only Half the Story (2015)

### Televisione
Ha partecipato al programma televisivo The Sing-Off trasmesso dall'emittente NBC dal 2009 al 2014 e trasmesso in Italia da Sky Uno.
Nel 2022 Jewel è stata confermata fra i 56 artisti partecipanti all'American Song Contest, in rappresentanza dello stato dell'Alaska.

## Vita privata
Jewel ha avuto una relazione con l'attore Sean Penn nel 1995. Lui le ha chiesto di comporre un brano per il suo film The Crossing Guard e l'ha seguita nel tour.
Ha sposato il cowboy da rodeo professionista Ty Murray nel 2010, dopo dieci anni passati insieme, dal quale nel 2011 ha avuto un figlio Kase Townes Murray. Nel 2014 tuttavia, dopo quasi sei anni di matrimonio, Jewel ha annunciato sul suo sito ufficiale di aver divorziato.

## Discografia

### Album studio
- 1995 – Pieces of You
- 1998 – Spirit
- 2001 – This Way
- 2003 – 0304
- 2006 – Goodbye Alice in Wonderland
- 2008 – Perfectly Clear
- 2010 – Sweet and Wild
- 2015 – Picking Up the Pieces
- 2022 - Freewheelin' Woman

### Raccolte
- 1999 – Joy: A Holiday Collection
- 2013 – Greatest Hits
- 2013 – Let It Snow: A Holiday Collection

### Altri album
- 2009 – Lullaby
- 2011 – The Merry Goes 'Round

## Apparizioni in compilation
- 1997 – M.O.M., Vol. 2: Music for Our Mother Ocean
- 1999 – Woodstock 1999
- 1997 – Batman & Robin: Music from and Inspired by the "Batman & Robin" Motion Picture

## Singoli
| Anno | Singolo                                       | Posizione in classifica | Posizione in classifica       | Posizione in classifica | Posizione in classifica | Posizione in classifica | Posizione in classifica | Posizione in classifica | Posizione in classifica | Posizione in classifica                       | Posizione in classifica | Album                                                         |
| Anno | Singolo                                       | Billboard Hot 100       | Hot Adult Contemporary Tracks | Hot Adult Top 40 Tracks | Hot Country Songs       | Hot Dance Club Play     | US Pop 100              | UK Singles Chart        | ARIA Charts             | Recording Industry Association of New Zealand | Dutch Top 40            | Album                                                         |
| ---- | --------------------------------------------- | ----------------------- | ----------------------------- | ----------------------- | ----------------------- | ----------------------- | ----------------------- | ----------------------- | ----------------------- | --------------------------------------------- | ----------------------- | ------------------------------------------------------------- |
| 1995 | Who Will Save Your Soul                       | 11                      | 29                            | 5                       | -                       | -                       | -                       | 53                      | 27                      | 14                                            | -                       | Pieces of You                                                 |
| 1997 | You Were Meant for Me                         | 2                       | 1                             | 1                       | -                       | -                       | -                       | 32                      | 3                       | 22                                            | 69                      | Pieces of You                                                 |
| 1997 | Foolish Games                                 | 2                       | 4                             | 1                       | -                       | -                       | -                       | -                       | 12                      | 23                                            | 10                      | Pieces of You                                                 |
| 1997 | Morning Song                                  | -                       | -                             | -                       | -                       | -                       | -                       | -                       | -                       | -                                             | -                       | Pieces of You                                                 |
| 1998 | Hands                                         | 6                       | 7                             | 2                       | -                       | -                       | -                       | 41                      | 25                      | 19                                            | 35                      | Spirit                                                        |
| 1999 | Down So Long                                  | 59                      | -                             | 10                      | -                       | -                       | -                       | 38                      | -                       | 16                                            | -                       | Spirit                                                        |
| 1999 | Jupiter (Swallow the Moon)                    | -                       | -                             | 39                      | -                       | -                       | -                       | -                       | -                       | -                                             | -                       | Spirit                                                        |
| 1999 | What's Simple Is True                         | -                       | -                             | -                       | -                       | -                       | -                       | -                       | -                       | -                                             | -                       | Spirit                                                        |
| 1999 | Life Uncommon                                 | -                       | -                             | -                       | -                       | -                       | -                       | -                       | -                       | -                                             | -                       | Spirit                                                        |
| 2001 | Standing Still                                | 25                      | 19                            | 3                       | -                       | -                       | -                       | 83                      | 32                      | 7                                             | 68                      | This Way                                                      |
| 2002 | Break Me                                      | -                       | -                             | 28                      | -                       | -                       | -                       | 105                     | -                       | 47                                            | 95                      | This Way                                                      |
| 2002 | This Way                                      | -                       | -                             | 36                      | -                       | -                       | -                       | -                       | -                       | -                                             | -                       | This Way                                                      |
| 2002 | Serve the Ego                                 | -                       | -                             | -                       | -                       | 1                       | -                       | 197                     | -                       | -                                             | -                       | This Way                                                      |
| 2003 | Intuition                                     | 20                      | -                             | 5                       | -                       | 1                       | -                       | 52                      | 4                       | 17                                            | 9                       | 0304                                                          |
| 2003 | Stand                                         | -                       | -                             | 37                      | -                       | 1                       | -                       | -                       | 21                      | -                                             | 71                      | 0304                                                          |
| 2003 | 2 Become 1                                    | -                       | -                             | 33                      | -                       | -                       | -                       | -                       | 49                      | -                                             | -                       | 0304                                                          |
| 2006 | Goodbye Alice in Wonderland / Again and Again | 80                      | 37                            | 16                      | -                       | -                       | 61                      | 196                     | 38                      | -                                             | -                       | Goodbye Alice in Wonderland                                   |
| 2006 | Good Day                                      | -                       | -                             | 30                      | -                       | -                       | -                       | -                       | -                       | -                                             | -                       | Goodbye Alice in Wonderland                                   |
| 2006 | Only One Too / Stephenville, TX               | -                       | -                             | -                       | -                       | -                       | -                       | -                       | -                       | -                                             | -                       | Goodbye Alice in Wonderland                                   |
| 2007 | Quest for Love                                | -                       | -                             | -                       | -                       | -                       | -                       | -                       | -                       | -                                             | -                       | Arthur and the Invisibles: Original Motion Picture Soundtrack |
| 2008 | Stronger Woman                                | 84                      | -                             | -                       | 13                      | -                       | 64                      | -                       | -                       | -                                             | -                       | Perfectly Clear                                               |
| 2008 | I Do                                          | -                       | -                             | -                       | -                       | -                       | -                       | -                       | -                       | -                                             | -                       | Perfectly Clear                                               |

## Filmografia
- The Wizard of Oz in Concert: Dreams Come True, regia di Darrell Larson e Louis J. Horvitz (1995)
- Lilith Fair: A Celebration of Women in Music, regia di Buffy Childerhose e Alex Jamison (1997)
- Cavalcando col diavolo, regia di Ang Lee (1999)
- Trans-Siberian Orchestra – The Ghosts of Christmas Eve, regia di Hart Perry (1999)
- The Rutles 2: Can't Buy Me Lunch, regia di Eric Idle (2005)
- Case e misteri - Incastrato per omicidio, regia di Mark Jean (2017)
- Sandy Wexler (2017)